# Phase One
Phase One es una compañía danesa especializada en equipos y software de fotografía digital de gama alta. Fabrica sistemas de cámaras de medio formato y soluciones. Su propio software de procesamiento de RAW, Capture One, soporta muchas DSLR.

## Productos

### Cámaras
En el año 2006 Phase One inició una estrecha colaboración con la firma Mamiya, que fructificó en su primera producción común dos años después, en 2008. En el año 2009 comercializaron dos modelos de cámara:
- La Phase One 645AF.
- La Phase One 645DF.

El cuerpo de la cámara Phase One 645DF soporta gran cantidad de accesorios, como los respaldos IQ y P+, así como algunos de las marcas Hasselblad y Leaf, entre otros. Sus velocidades de obturación van de 1/4000s a 1 hora y permite velocidades de sincronización superiores a 1/1600 sec. Además de los objetivos de la propia cámara puede utilizar los Schneider Kreuznach, así como los Hasselblad V y los Pentagon 6 (mediante un adaptador)
El respaldo vertical V-Grip Air acepta flashes Profoto para sincronización inalámbrica.

### Objetivos
- - Schneider Kreuznach
- LS 55mm f/2.8
- LS 80mm f/2.8
- LS 110mm f/2.8
- MF 120mm f/5.6 T/S
- LS 150mm f/3.5
- LS 240mm
- LS 75-150mm f/4.5

- - Phase One fabricados Mamiya
- AF 28mm f/4.5 Aspherical
- AF 35mm f/3.5
- AF 45mm f/2.8
- AF 80mm f/2.8
- MF 120mm f/4 Macro
- AF 120mm f/4 Macro
- AF 150mm f/2.8
- AF 75-150mm f/4.5

- - Phase One fabricados por Hartblei
- MF 45mm f/3.5 T/S

### Respaldos Digitales

#### Serie IQ

An 80 MP photo taken with an IQ180 digital back (color-profile not handled correctly by non-Firefox browsers).

Los respaldos de la serie IQ de Phase One incluyen un buen número de innovaciones. En su tiempo fue la primera cámara capaz de utilizar puertos USB 3 e incoraba un visor de tipo retina, similar a los del iPhone 4.
| Modelo | Tamaño del sensor | Resolución y Modo       | Píxeles activos | Sensibilidades ISO  | Rango Dinámico | Fotogramas por segundo | Factor de conversión de la lente | Visor                                            | Almacenamiento  | Conexión                             | Lanzamiento |
| ------ | ----------------- | ----------------------- | --------------- | ------------------- | -------------- | ---------------------- | -------------------------------- | ------------------------------------------------ | --------------- | ------------------------------------ | ----------- |
| IQ180  | 53.7 x 40.4 mm    | 80 MP (20 MP), 16 bit   | 10328 x 7760    | 35–800 (140 - 3200) | 12.5 f-stops   | 0.7 / (0.9)            | 1.0                              | 3.2" 1.5 Megapixel Retina type multi touchscreen | CF up to UDMA 6 | IEE1394b Firewire800 and USB3 / USB2 | 2011        |
| IQ160  | 53.9 x 40.4 mm    | 60.5 MP (15 MP), 16 bit | 8984 x 6732     | 50–800 (200 - 3200) | 12.5 f-stops   | 1.0 / (1.4)            | 1.0                              | 3.2" 1.5 Megapixel Retina type multi touchscreen | CF up to UDMA 6 | IEE1394b Firewire800 and USB3 / USB2 | 2011        |
| IQ140  | 43.9 x 32.9 mm,   | 40 MP (10 MP), 16 bit   | 7320 x 5484     | 50–800 (200 - 3200) | 12 f-stops     | 1.2 / (1.8)            | 1.25                             | 3.2" 1.5 Megapixel Retina type multi touchscreen | CF up to UDMA 6 | IEE1394b Firewire800 and USB3 / USB2 | 2011        |

#### Serie P+
La serie P+ es parecida a la P pero con mayores velocidades, mejor respuesta a las exposiciones largas y visualización directa que permite enfocar y componer en un monitor a tiempo real y con una resolución LCD mayor.
| Modelo | Tamaño del sensor | Resolución y Modo       | Píxeles activos | Sensibilidades ISO  | Rango Dinámico | Fotogramas por segundo | Factor de conversión de la lente | Visor              | Almacenamiento | Conexión         | Lanzamiento |
| ------ | ----------------- | ----------------------- | --------------- | ------------------- | -------------- | ---------------------- | -------------------------------- | ------------------ | -------------- | ---------------- | ----------- |
| P65+   | 53.9 x 40.4mm     | 60.5 MP (15 MP), 16 bit | 8984 x 6732     | 50–800 (200-3200)   | 12.5 f-stops   | 1.0 / (1.4)            | 1.0                              | 2.2" 230,000px TFT | CF             | IEE1394 Firewire | 2008        |
| P45+   | 49.1 x 36.8mm,    | 39 MP, 16 bit           | 7216 x 5412     | 50–800              | 12 f-stops     | 0.67                   | 1.15                             | 2.2" 230,000px TFT | CF             | IEE1394 Firewire | 2007        |
| P40+   | 43.9 x 32.9mm,    | 40 MP (10 MP), 16 bit   | 7320 x 5484     | 50–800 (200 - 3200) | 12 f-stops     | 1.2 / (1.8)            | 1.25                             | 2.2" 230,000px TFT | CF             | IEE1394 Firewire | 2009        |
| P30+   | 44.2 x 33.1mm,    | 31.6 MP, 16 bit         | 6496 x 4872     | 100–1600            | 12 f-stops     | 0.8                    | 1.25                             | 2.2" 230,000px TFT | CF             | IEE1394 Firewire | 2007        |
| P25+   | 48.9 x 36.7mm,    | 22 MP, 16 bit           | 5436 x 4080     | 50–800              | 12 f-stops     | 0.67                   | 1.15                             | 2.2" 230,000px TFT | CF             | IEE1394 Firewire | 2007        |
| P21+   | 44.2 x 33.1mm,    | 18 MP, 16 bit           | 4904 x 3678     | 100–800             | 12 f-stops     | 1.25                   | 1.25                             | 2.2" 230,000px TFT | CF             | IEE1394 Firewire | 2007        |
| P20+   | 36.9 x 36.9mm,    | 16 MP, 16 bit           | 4080 x 4080     | 50–800              | 12 f-stops     | 0.87                   | 1.5                              | 2.2" 230,000px TFT | CF             | IEE1394 Firewire | 2007        |

#### Serie P
La serie P consiste en respaldos muy versátiles y genéricos que pueden usarse en multitud de cuerpos de cámaras.
| Modelo | Tamaño del sensor | Resolución y Modo | Píxeles activos | Sensibilidades ISO | Rango Dinámico | Fotogramas por segundo | Factor de conversión de la lente | Visor              | Almacenamiento | Conexión         | Lanzamiento |
| ------ | ----------------- | ----------------- | --------------- | ------------------ | -------------- | ---------------------- | -------------------------------- | ------------------ | -------------- | ---------------- | ----------- |
| P45    | 49.1 x 36.8mm,    | 39 MP, 16 bit     | 7216 x 5412     | 50–400             | 12 f-stops     | 0,58                   | 1.15                             | 2.2" 116,000px TFT | CF             | IEE1394 Firewire | 2005        |
| P30    | 44.2 x 33.1mm,    | 31,6 MP, 16 bit   | 6496 x 4872     | 50–800             | 12 f-stops     | 0,67                   | 1.25                             | 2.2" 116,000px TFT | CF             | IEE1394 Firewire | 2005        |
| P25    | 48.9 x 36.7mm,    | 22 MP, 16 bit     | 5436 x 4080     | 50–800             | 12 f-stops     | 0,58                   | 1.15                             | 2.2" 116,000px TFT | CF             | IEE1394 Firewire | 2004        |
| P21    | 44.2 x 33.1mm,    | 18 MP, 16 bit     | 4904 x 3678     | 100–800            | 12 f-stops     | 1,0                    | 1.25                             | 2.2" 116,000px TFT | CF             | IEE1394 Firewire | 2005        |
| P20    | 36.9 x 36.9mm,    | 16 MP, 16 bit     | 4080 x 4080     | 50–800             | 12 f-stops     | 0,7                    | 1.5                              | 2.2" 116,000px TFT | CF             | IEE1394 Firewire | 2004        |

#### Serie H
Al igual que la P, la serie H consiste en respaldos genéricos que pueden usarse en multitud de cuerpos de cámaras. Se conecta por medio de un interface estándar de 6 pìns.
Inicialmente este modelo se bautizó como "Lightphase", rebautizado más tarde como "H20".
| Modelo     | Tamaño del sensor | Resolución y Modo | Píxeles activos | Sensibilidades ISO | Rango Dinámico | Fotogramas por segundo | Factor de conversión de la lente | Visor | Almacenamiento | Conexión Host    | Lanzamiento |
| ---------- | ----------------- | ----------------- | --------------- | ------------------ | -------------- | ---------------------- | -------------------------------- | ----- | -------------- | ---------------- | ----------- |
| H25        | 48.9 x 36.7mm,    | 22 MP, 16 bit     | 5436 x 4080     | 50–400             | 12 f-stops     | 0,5                    | 1.15                             | N/A   | N/A            | IEE1394 Firewire | 2003        |
| H20        | 36.9 x 36.9mm,    | 16 MP, 16 bit     | 4080 x 4080     | 50–100             | 12 f-stops     | 0,33                   | 1.5                              | N/A   | N/A            | IEE1394 Firewire | 2001        |
| H101 / H10 | 36.9 x 24.6mm,    | 11 MP, 16 bit     | 3992 x 2656     | 50–100             |                |                        | 1.65                             | N/A   | N/A            | IEE1394 Firewire | 2002        |
| H5/H10     | 36 x 24mm         | 6 MP, 16 bit      | 3056 x 2032     | 50–100             |                |                        | 1.65                             | N/A   | N/A            | IEE1394 Firewire | 2002        |
| Lightphase | 36 x 24mm         | 6 MP, 16 bit      | 3056 x 2032     | 50–100             |                |                        | 1.65                             | N/A   | N/A            | IEE1394 Firewire | 1998        |

#### Respaldos Escáner
| Modelo            | Tamaño del sensor             | Resolución     | ISO      | Conexión         | Lanzamiento |
| ----------------- | ----------------------------- | -------------- | -------- | ---------------- | ----------- |
| PowerPhase FX/FX+ | 12,600 steps x 10,500 píxeles | 132 MP, 14 bit | 100–1600 | IEE1394 Firewire | 2000        |
| PowerPhase        | 7,000 steps x 7,000 píxeles   | 36 MP, 12 bit  | N/A      | SCSI             | 1997        |
| PhotoPhase        | 7,200 steps x 5,000 píxeles   | 36 MP, 10 bit  | N/A      | SCSI             | 1996        |
| StudioKit         | 3,600 steps x 2,500 píxeles   | 9 MP, 10 bit   | N/A      | SCSI             | 1996        |

### Software
- Capture One v6 
  - Capture One 6 PRO
  - Capture One 6 DB
  - Capture One 6 Express

- Capture Pilot (available on the App Store)

- Media Pro 1.1[6][7]
  - Media Pro 1 (oficialmente conocido como Microsoft Expression Media o iView MediaPro)

- Capture One v5 (Fabricación interrumpida)
  - Capture One 5 PRO
  - Capture One 5 DB
  - Capture One 5

- Capture One v4 (Fabricación interrumpida)
  - Capture One 4 PRO
  - Capture One 4 DB
  - Capture One 4

- Capture One v3.x (Fabricación interrumpida)
  - Capture One PRO
  - Capture One DB
  - Capture One LE

- Lightphase Capture 2.x (Renombrado como "Capture One" desde la versión 2.7)

- Portrait One (Fabricación interrumpida)
  - Portrait One Executive
  - Portrait One Lite
  - Portrait One Sales

## Lanzamiento de productos en orden cronológico
- CB6x and FC70 - 1993
- PhotoPhase (+) - 1995/1996
- StudioKit - 1996
- PowerPhase - 1997
- LightPhase (BB00) - 1998
- LightPhase (BB01) - 1998/1999
- LightPhase (BB02) - 1999
- LightPhase (645 versions and BB03) - 1999
- PowerPhase FX - 2000
- H20 - 2001
- PowerPhase FX+ - 2002
- H5 and H10 6 MP (Re-branded Lightphase) - 2002
- H10 (11 MP) - 2002
- H101 (H10 11 MP, Hasselblad H1 design) - 2002
- H25 - 2003
- P20 and P25 - 2004
- P21, P30, and P45 - 2005
- P20+, P21+, P25+, P30+, and P45+ - 2007
- Phase One 645AF - 2008
- P65+ - 2008
- Phase One 645DF - 2009
- P40+ - 2009
- IQ140, IQ160, and IQ180 - 2011